# Mainzer Ruder-Verein von 1878
Der Mainzer Ruder-Verein von 1878 ist ein Sportverein aus Mainz.

## Geschichte und Lage
Der Verein wurde am 23. Mai 1878 in einem Nebenzimmer des Pfälzer Hofs unter dem Namen Moguntia gegründet. Das erste Bootshaus wurde im Mainzer Winterhafen errichtet. Nach seiner Zerstörung im Zweiten Weltkrieg wurde der Neubau 1953 eingeweiht. 1933 ging die Mainzer Damen-Rudervereinigung im Mainzer Ruder-Verein auf.
Das Bootshaus befindet sich im Winterhafen gegenüber der Stelle, an der der Main in den Rhein fließt. Außer dem Mainzer Ruder-Verein sind in Mainz auch die Mainzer Ruder-Gesellschaft 1898 und der Weisenauer Ruderverein 1913 im Rudersport aktiv.

## Erfolge

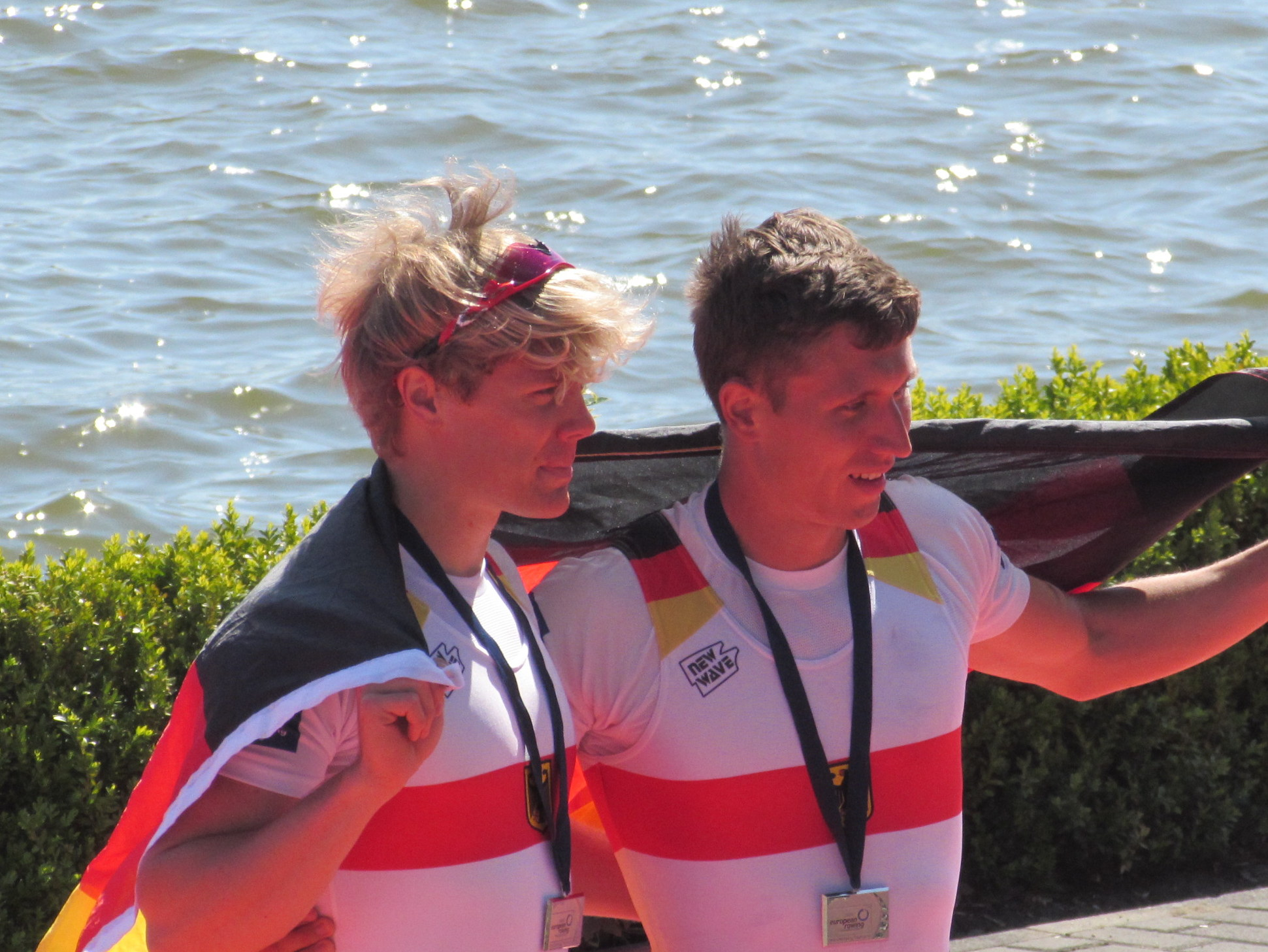
Jason Osborne (links) und Moritz Moos bei den Europameisterschaften 2016

Der Mainzer Ruder-Verein gewann vor dem Ersten Weltkrieg die meisten deutschen Meistertitel aller Ruder-Vereine. Kurt Hoffmann trat 1912 in Stockholm als erstes Vereinsmitglied bei Olympischen Spielen an. Bei den Europameisterschaften 1913 nahmen erstmals deutsche Boote teil. Der Achter des Mainzer Ruder-Vereins gewann den Europameistertitel. Der Vierer mit Steuermann, dessen Besatzung aus Ruderern des Achters bestand, wurde Zweiter.
In der Zwischenkriegszeit war der Mainzer Ruder-Verein nicht mehr so erfolgreich. Nach dem Zweiten Weltkrieg dominierten zunächst die Leichtgewichts-Ruderer. Aber bei den Weltmeisterschaften 1978 saßen vier Mainzer im Deutschland-Achter, der die Silbermedaille gewann. Ende der 1980er Jahre war Martin Steffes-Mies Mitglied des Deutschland-Achters und gewann bei den Weltmeisterschaften 1989 die erste Goldmedaille für einen Ruderer des Mainzer Ruder-Vereins.
Insgesamt nahmen acht Mitglieder des Mainzer Ruder-Vereins an Olympischen Spielen teil. Nach Kurt Hoffmann war 1972 Hans-Ulrich Buchholz dabei und 1984 Heribert Karches. Es folgten Ingo Euler, Bernhard Rühling, Sebastian Schmidt, Moritz Moos und Jason Osborne. Bei den erst 2021 ausgetragenen Olympischen Spielen in Tokio erkämpfte Jason Osborne zusammen mit dem Krefelder Jonathan Rommelmann die Silbermedaille und war damit der erste olympische Medaillengewinner seines Vereins.

## Hockey-Abteilung
Seit 1926 verfügt der Verein auch über eine Hockey-Abteilung. Der bekannteste Hockeyspieler, der aus dem Verein hervorging, war Tobias Frank. Da der Verein in den 1970er Jahren nicht über einen Kunstrasenplatz verfügte, zog er sich vom Ligabetrieb zurück. Seither gibt es nur noch Spielbetrieb im Seniorenbereich.